# Bořivoj II di Boemia
Bořivoj II (Praga, 1064 circa – Ungheria, 2 febbraio 1124) fu duca di Boemia dal 1100 al 1107 e dal 1117 al 1120.

## Biografia
Nel 1081 il figlio di Vratislao II e Swatawa di Polonia si recò in Italia come capo dell'esercito con il re Enrico IV, dove prese parte con successo alla conquista di Roma due anni dopo. Tornò nel 1084 con una manciata di compagni combattenti. Il tentativo di Bretislao II di imporre Bořivoj come suo successore fu impedito dal principio di anzianità. Secondo questa legge, il cugino Ulrico/Oldřich, figlio di Corrado I, doveva infatti diventare l'erede al trono.
Bořivoj si rivolse all'imperatore per ottenerne un sostegno. Con l'inclusione della Boemia come feudo imperiale nel 1099, Bořivoj fu poi designato duca nel 1101. Questo approccio ebbe conseguenze per tutto il XII secolo, durante il quale gli imperatori intervennero più volte nelle sorti della Boemia e negli accordi di successione. Ulrico/Oldřich tornò a Brno e si preparò a combattere per il trono. Si rivolse anche all'imperatore, che allora incluse Brno nel suo feudo, ma non volle sostenerne le lotte per il trono.
Ulrico/Oldřich raccolse intorno a sé alcuni mercenari austriaci e si recò a Malín vicino a Kutná Hora, nella speranza che le truppe boeme si unissero a lui. Tuttavia, ciò non accadde e tornò a Brno nel 1101.
Nel 1105 sorsero delle dispute sul trono imperiale. Alcuni duchi tedeschi volevano rovesciare Enrico IV con l'aiuto dell'omonimo figlio Enrico. Bořivoj e anche Leopoldo III, margravio d'Austria, alla cui sorella Bořivoj era sposata, erano inizialmente dalla parte dell'imperatore, che fu però poi deposto e fuggì attraverso la Boemia in Renania, dove morì a Liegi nel 1106.
Nel 1102, Ladislao I Herman, duca di Polonia, morì. Scoppiò quindi una guerra dinastica in Polonia per la successione, con Bořivoj e suo cugino Svatopluk, duca di Olomouc, che sostenevano Zbigniew contro Boleslao III Boccatorta. Boleslao, tuttavia, pagò Bořivoj e quest'ultimo si ritirò dal conflitto. Svatopluk, furioso, disertò e portò con sé un certo numero di grandi boemi e cercò di rovesciare Bořivoj. Si spostò quindi a Praga, ma inizialmente non ebbe successo. Cercò quindi di indurre Colomanno d'Ungheria ad entrare in guerra con Bořivoj, ma non ebbe successo fino al 1107. In quell'anno infatti il fratello minore di Bořivoj, Vladislao, si ribellò e, con l'aiuto di Colomanno, prese Praga. Svatopluk, che aveva recentemente catturato ed era stato costretto a liberare Bořivoj dall'imperatore Enrico V, fu proclamato duca.

Nel 1108 Svatopluk, dopo aver affidato i suoi domini al fratello Ottone II il Nero, si recò presso l'imperatore Enrico V per legittimare la sua posizione ma venne brevemente imprigionato da Enrico V; venne poco dopo scarcerato in cambio di una forte somma d'argento e la promessa di aiutare l'imperatore nelle sue campagne. Bořivoj approfittò dell'assenza di Svatopluk e attaccò la Boemia nel 1108 con l'aiuto di Boleslao in alleanza con Colomanno, che Svatopluk ed Enrico V stavano attaccando insieme in Ungheria. Svatopluk tornò in Boemia per combatterlo e presto l'imperatore invase la Polonia. Svatopluk fu ucciso in questa campagna dai sostenitori di Bořivoj, ma non poté riconquistare il trono, che andò a Vladislao. Bořivoj provò a riconquistare il trono nel 1110 con l'aiuto di suo nipote Wiprecht II, figlio di Wiprecht di Groitzsch, ma fu intercettato al confine. Nel 1117 i fratelli si riconciliarono e governarono il ducato insieme (anche se divisi). I tre anni di co-reggenza furono contrassegnati da calamità naturali (inondazioni, tempeste). Inoltre, c'erano difficoltà nei conflitti armati con gli ungheresi, che il fratello aveva intrapreso dal 1116. Nel 1120 un nuovo disaccordo con il fratello portò Bořivoj all'autoesilio in Ungheria, dove morì il 2 febbraio 1124. Le spoglie di Bořivoj furono sepolte nella cattedrale di San Vito lo stesso anno.

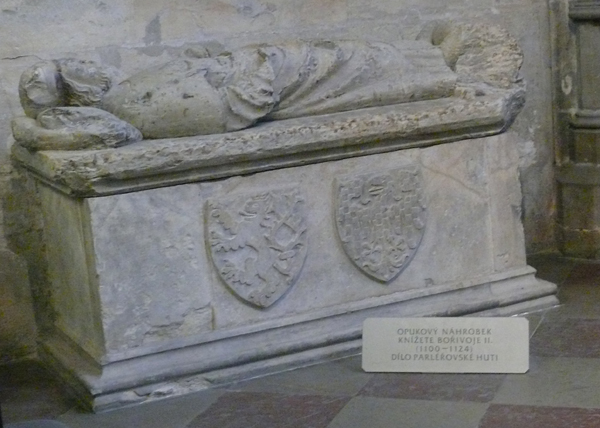
Tomba di Bořivoj nella cattedrale di San Vito a Praga.

## Matrimonio e figli
Bořivoj sposò, il 18 ottobre 1100, Gerberga di Babenberg, figlia del margravio d'Austria Leopoldo II della stirpe Babenberg. Essi ebbero:
- Jaromír;
- Spytihněv;
- Leopoldo, dal 1135 al 1137 duca di Olmütz;
- Albrecht;
- Richeza.

Egli ebbe numerosi figli. Tuttavia, nessuno dei suoi figli divenne duca e per lo più ebbero delle cariche subordinate. Questo ramo dei Přemyslidi si estinse presto.

## Ascendenza
|                          |                         |                       | Genitori                |  |  | Nonni |  |  | Bisnonni         |  |  | Trisnonni             |  |
|                          |                         |                       |                         |  |  |       |  |  | Ulrico di Boemia |  |  | Boleslao II di Boemia |  |
|                          |                         |                       |                         |  |  |       |  |  | Ulrico di Boemia |  |  | Boleslao II di Boemia |  |
|                          |                         | …                     |                         |  |  |       |  |  | Ulrico di Boemia |  |  |                       |  |
| Bretislao I di Boemia    |                         |                       |                         |  |  |       |  |  | Ulrico di Boemia |  |  |                       |  |
|                          |                         | Božena di Boemia      | …                       |  |  |       |  |  |                  |  |  |                       |  |
|                          |                         | Božena di Boemia      | …                       |  |  |       |  |  |                  |  |  |                       |  |
|                          |                         | Božena di Boemia      | …                       |  |  |       |  |  |                  |  |  |                       |  |
| Vratislao II di Boemia   |                         | Božena di Boemia      |                         |  |  |       |  |  |                  |  |  |                       |  |
|                          |                         | Enrico di Schweinfurt | Bertoldo di Schweinfurt |  |  |       |  |  |                  |  |  |                       |  |
|                          |                         | Enrico di Schweinfurt | Bertoldo di Schweinfurt |  |  |       |  |  |                  |  |  |                       |  |
|                          |                         | Enrico di Schweinfurt | Eilika di Walbeck       |  |  |       |  |  |                  |  |  |                       |  |
| Giuditta di Schweinfurt  |                         | Enrico di Schweinfurt |                         |  |  |       |  |  |                  |  |  |                       |  |
|                          |                         | Gerberga di Gleiberg  | Eriberto di Wetterau    |  |  |       |  |  |                  |  |  |                       |  |
|                          |                         | Gerberga di Gleiberg  | Eriberto di Wetterau    |  |  |       |  |  |                  |  |  |                       |  |
|                          |                         | Gerberga di Gleiberg  | Irmtrud di Avalgau      |  |  |       |  |  |                  |  |  |                       |  |
| Bořivoj II di Boemia     |                         | Gerberga di Gleiberg  |                         |  |  |       |  |  |                  |  |  |                       |  |
|                          | Miecislao II di Polonia | Boleslao I di Polonia |                         |  |  |       |  |  |                  |  |  |                       |  |
|                          | Miecislao II di Polonia | Boleslao I di Polonia |                         |  |  |       |  |  |                  |  |  |                       |  |
|                          | Miecislao II di Polonia | Emnilda di Lusazia    |                         |  |  |       |  |  |                  |  |  |                       |  |
| Casimiro I di Polonia    | Miecislao II di Polonia |                       |                         |  |  |       |  |  |                  |  |  |                       |  |
|                          |                         | Richeza di Lotaringia | Azzo di Lotaringia      |  |  |       |  |  |                  |  |  |                       |  |
|                          |                         | Richeza di Lotaringia | Azzo di Lotaringia      |  |  |       |  |  |                  |  |  |                       |  |
|                          |                         | Richeza di Lotaringia | Matilde di Germania     |  |  |       |  |  |                  |  |  |                       |  |
| Świętosława di Polonia   |                         | Richeza di Lotaringia |                         |  |  |       |  |  |                  |  |  |                       |  |
|                          |                         | Vladimir I di Kiev    | Svjatoslav I di Kiev    |  |  |       |  |  |                  |  |  |                       |  |
|                          |                         | Vladimir I di Kiev    | Svjatoslav I di Kiev    |  |  |       |  |  |                  |  |  |                       |  |
|                          |                         | Vladimir I di Kiev    | Maluša                  |  |  |       |  |  |                  |  |  |                       |  |
| Maria Dobroniega di Kiev |                         | Vladimir I di Kiev    |                         |  |  |       |  |  |                  |  |  |                       |  |
|                          |                         | …                     | …                       |  |  |       |  |  |                  |  |  |                       |  |
|                          |                         | …                     | …                       |  |  |       |  |  |                  |  |  |                       |  |
|                          |                         | …                     | …                       |  |  |       |  |  |                  |  |  |                       |  |
|                          |                         | …                     |                         |  |  |       |  |  |                  |  |  |                       |  |